# Elektrobränsle
Elektrobränslen är syntetiskt framställda bränslen med vätgas och koldioxid som bas, där elektricitet används som energikälla vid tillverkningen. Framför allt förknippas begreppet med metoder att framställa energirika ämnen syntetiskt ur väte och koldioxid där produkten blir metanol eller kolväteprodukter.
Begreppet uppstod någon gång i mitten av 2017 och då en tydlig definition saknas så används det ofta som ett modeord i debatter.[källa behövs]
Energin som går åt för att tillverka elektrobränslen är ofta betydande i förhållande till vad som går att få ut från det, dels i själva produktionen men även att bränslet ofta förstås användas i redan ineffektiva tillämpningar såsom flygplansmotorer och förbränningsmotorer i bilar.